# Cécile Roudeau
Pour les articles homonymes, voir Roudeau.
Cécile Roudeau, née en 1970 est une professeure de littérature américaine du XIXe siècle à l'université Paris-Cité. Elle est ancienne élève de l'ENS.

## Biographie
Roudeau est l'une des rédactrices en chef de Transatlantica: American Studies Journal (depuis 2015). Depuis 2019 elle est directrice du LARCA, une unité mixte de recherche de l'université Paris-Cité et du CNRS destinée à l'étude de la culture de pays anglophones,.

### Activités de recherche
En tant que chercheuse, elle a étudié la notion de lieu dans les œuvres d'écrivaines du XIXe siècle de la Nouvelle-Angleterre. À la tête du LARCA, ses recherches portent sur l'articulation entre littérature et politique au XIXe siècle, littérature et environnement, littérature et anthropocène. Elle s'est intéressée à la question des matrimoines en littérature et de l'impact de la littérature sur l'histoire de la construction politique de l’identité américaine après la déclaration d'indépendance de 1776. En 2023 elle co-publie  Anthologie de la pensée noire, regroupant une série de textes mettant en dialogue entre penseurs afro-américains d'Haïti et des États-Unis. Ses recherches ont été publiées entre autres dans la Revue Française d'Études Américaines, et l'European Journal of American Studies.

### Activité d'écrivaine et traductrice
Son premier livre, La Nouvelle-Angleterre : Politique d'une écriture  lit le régionalisme de la Nouvelle-Angleterre (Sarah Orne Jewett et Mary Eleanor Wilkins Freeman en particulier) comme une politique de la littérature.
Cécile  Roudeau a traduit la première version en français de l'ouvrage de Sarah Orne Jewett The Country of the Pointed Firs Elle a également traduit en français The Country of the Pointed Firs and other Dunner Landing Stories ,.
En 2022 elle a organisé avec Marcel Dutoit une rencontre internationale autour du poète William S. Merwin dans la maison où il a longtemps séjourné à Lacam,.

## Publications

### Ouvrages
- Cécile Roudeau, La Nouvelle-Angleterre: politique d'une écriture ; récits, genre, lieu, Presses de l'Université Paris Sorbonne, coll. « Mondes anglophones Americana-AFEA », 2012 (ISBN 978-2-84050-842-7).
- Emily Dickinson: l'évidence obscure, Rue d'Ulm, coll. « Offshore », 2022 (ISBN 978-2-7288-0777-2)[16].
- Marie-Jeanne Rossignol, Michaël Roy et Cécile Rondeau, Anthologie de la pensée noire: États-Unis et Haïti, XVIIIe-XIXe siècles, Hors d'atteinte, coll. « Littératures », 2023 (ISBN 978-2-38257-093-7).
- Sylvie Laboratoire Langages, littératures, sociétés, études transfrontalières et internationales, Cécile Roudeau et Marie-Odile Salati, De la peur en Amérique: l'écriture au défi du frisson, Université de Savoie, UFR Lettres, langues, sciences humaines, Laboratoire Langages, littératures, sociétés, coll. « Ecriture et représentation », 2010 (ISBN 978-2-915797-76-3).
- Whitman, feuille à feuille, Éditions Rue d’Ulm, 2019 (ISBN 978-2-7288-0616-4 et 978-2-7288-0966-0, lire en ligne).
- William Stanley Merwin, Thomas Dutoit et Cécile Roudeau, Un temps au jardin: écrire à l'approche du crépuscule, Fanlac, 2022 (ISBN 978-2-86577-320-6).

### Traductions
- Mary Eleanor Wilkins Freeman, Pauline Tardieu-Collinet et Cécile Roudeau, Six arbres, Finitude, 2024 (ISBN 978-2-36339-211-4).
- Sarah Orne Jewett, Cécile Roudeau et Arthur Junier, Le héron blanc, Reliefs éditions, coll. « Bibliothèque illustrée », 2023 (ISBN 978-2-38036-115-5).
- Sarah Orne Jewett, Le pays des sapins pointus, 2022, 384 p. (ISBN 9782728807734).
- James Fenimore Cooper, ou, La frontière mélancolique: The last of the Mohicans et The leatherstocking tales, Éditions Rue d'Ulm, coll. « Actes de la recherche à l'ENS », 2016 (ISBN 978-2-7288-3596-6)
- Ronald Jenn, « Agnès Derail (ed.), Puritains d'Amérique : prestige et déclin d'une théocratie : textes choisis 1620-1750 », Miranda, no 16,‎ 31 mai 2018 (ISSN 2108-6559, DOI 10.4000/miranda.11583, lire en ligne, consulté le 27 juillet 2024).

### Articles
- Cécile Roudeau, « Écritures régionalistes (1800-1914) : nouvelles échelles, nouveaux enjeux critiques », Romantisme, vol. n° 181, no 3,‎ 29 août 2018, p. 5–15 (ISSN 0048-8593, DOI 10.3917/rom.181.0005, lire en ligne, consulté le 27 juillet 2024).